# 積分通量星雲

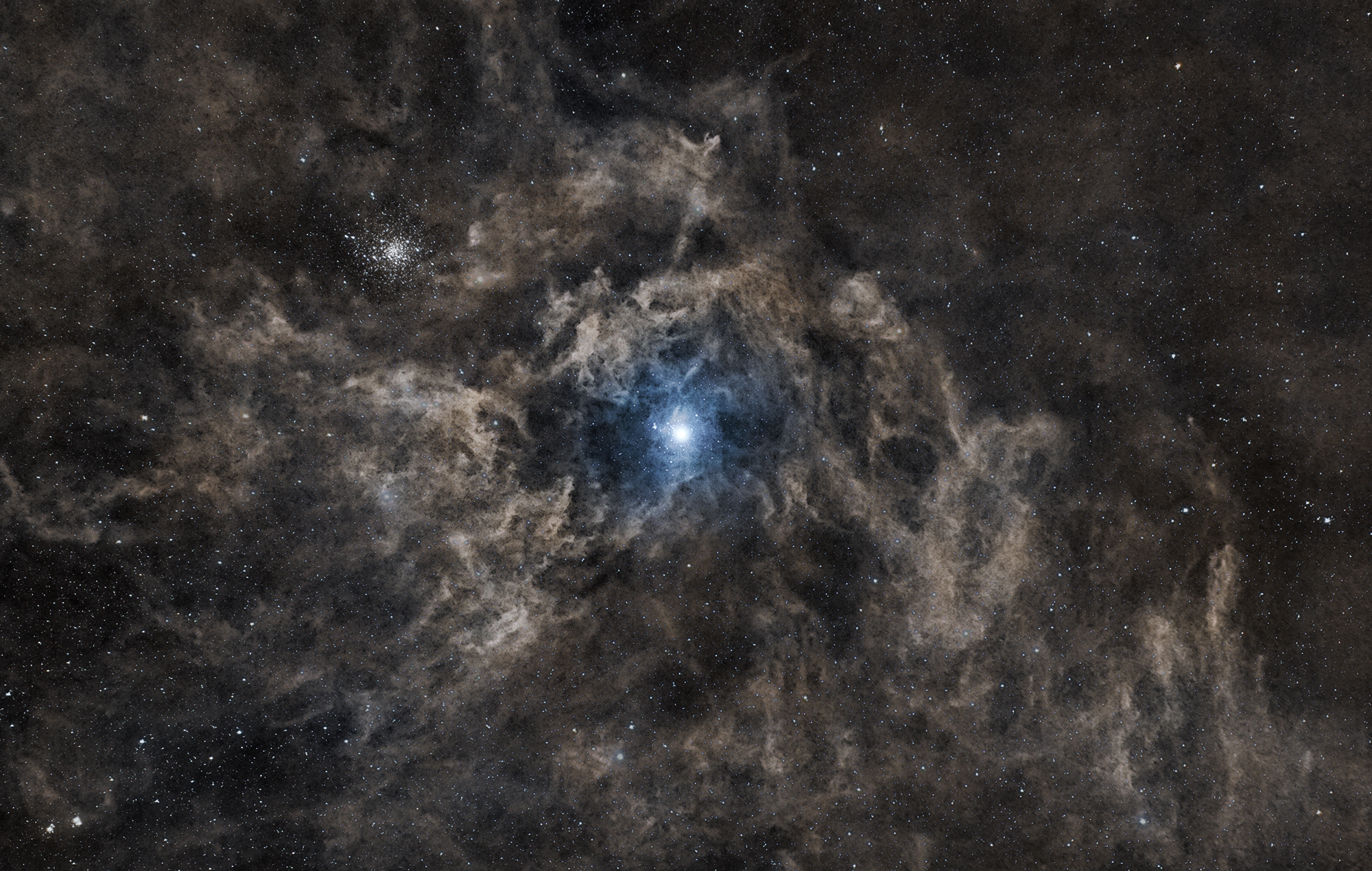
積分通量星雲的一個例子是北極星周圍微弱的雲氣。(14歲的Kush Chandaria拍攝的照片)

積分通量星雲是最近發現的一種天文現象。與銀河系或星系盤面內的典型且眾所周知的氣體星雲相比，這種星雲位於星系的主體之外。
這個術語是由史蒂夫·曼德爾（Steve Mandel）創造的，他將其定義為高銀河緯度星雲。它不是由一顆恒星（銀河系平面上的大多數星雲都是這樣）照亮，而是由銀河系中所有恒星的積分通量所產生的能量照亮的。這些星雲是星際介質的重要組成部分，由塵埃粒子、氫和一氧化碳以及其他元素組成。它們在南北天極的方向上都特別突出。靠近南天極的巨大星雲是俗稱南天蛇的MW9 。